# نیواودانا (ویسکانسین)
نیواودانا (به انگلیسی: New Odanah) یک منطقهٔ مسکونی در ایالات متحده آمریکا است که در شهرستان اشلند، ویسکانسین واقع شده‌است. نیواودانا ۴۷۲ نفر جمعیت دارد و ۱۸۸٫۰۶ متر بالاتر از سطح دریا واقع شده‌است.